# Монастырская порнография
Монасты́рская порногра́фия — вид порнографии, изображающий половые акты с участием духовных лиц.

## История монастырской порнографии

### Великобритания
В викторианской Англии неоднократно предпринимались попытки регулирования женских монастырей и сестричеств. Само желание этих общин уйти от мира интерпретировалось как скрытность, стремление утаить грех, обычно воспринимавшийся как связанный с сексуальностью. Вместе с антикатолической риторикой монастырская порнография использовалась для напоминания об опасностях монастырских стен и необходимости (мужского) контроля. К этому периоду относятся такие книги, как «From the Curate to the Convent» и «The Awful Disclosures of Maria Monk». Между 1835 и 1850 были проданы 300 000 экземпляров «The Awful Disclosures».

### Франция
В эпоху Просвещения монастырская порнография была популярным средством выражения социальной критики.
Тема запретной сексуальности духовных лиц связана со значительной для Просвещения темой разоблачения. Более того, идеология Просвещения, подчёркивавшая важность образования, с одной стороны, и видевшая в сексуальном возбуждении условие, необходимое для развития, с другой, привела к сочетанию соблазнения и обучения как предпосылки сексуального просветления. Именно поэтому монастырская порнография соединялась с порнографией педагогической: ср. сцену между священником Диррага и Эрадикой в романе «Тереза-философ».
В период, предшествовавший Великой французской революции, порнография использовалась для критики двора и шире — аристократии: известны порнографические тексты о Марии-Антуанетте, графе д’Артуа и герцогине де Полиньяк. Как и аристократы, священники принадлежат миру старого порядка, и их приверженность содомии противопоставлена «здоровой» любви патриотов. Так, в «120 днях Содома» маркиз де Сад делает одним из протагонистов епископа и наделяет его маленьким половым членом, что отражает степень презрения автора к католической церкви. Исключением из этого правила служит роман «Дьявол во плоти» Андреа де Нерсиа. Как и в подавляющем большинстве порнографии периода, главные герои этого изданного посмертно, в 1803, однако предположительно написанного до 1789, романа — аристократы и священники. Однако фокус романа не на критике старого порядка, а на физическом наслаждении, испытываемом персонажами. Тем не менее подчёркнутое равенство разных видов сексуального влечения, противоречащих общественным нормам (маркиза занимается сексом с торговцем дилдо, описан секс с рабом, с ослом), указывает на принадлежность романа традиции материалистической философии восемнадцатого века.